# Weill-Marchesani-Syndrom
Das Weill-Marchesani-Syndrom ist eine sehr seltene angeborene Erkrankung mit einer Kombination von Kleinwuchs, Brachydaktylie, Zahn- und Augenanomalien.
Synonyme sind: Sphärophakie – Brachymorphie; Marchesani-Syndrom; Spherophakie-Brachymorphie; veraltet: mesodermale Dysmorphodystrophie; englisch congenital mesodermal dystrophy; GEMSS syndrome; congenital mesodermal dysmorphodystrophy; WMS; WM syndrome
Die Bezeichnung bezieht sich auf die Autoren von Beschreibungen aus dem Jahre 1932 durch den Straßburger Augenarzt Georges Weill und aus dem Jahre 1939 durch den deutsch-österreichischen Augenarzt Oswald Marchesani.

## Verbreitung
Die Häufigkeit wird mit 1 zu 100.000 angegeben, die Vererbung erfolgt autosomal-dominant oder autosomal-rezessiv.

## Ursache
Je nach zugrunde liegender Mutation können folgende Typen unterschieden werden:
- WMS 1, autosomal-rezessiv, Mutationen im ADAMTS10-Gen auf Chromosom 19 Genort p13.2, welches für das ADAMST10-Protein kodiert aus der Familie der Proteasen der extrazellulären Matrix.[7] Mutationen in diesem Gen sind auch zu finden beim Marfan-Syndrom und dem Shprintzen-Goldberg-Syndrom.[2]
- WMS 2, autosomal-dominant, Mutationen im FBN1-Gen auf Chromosom 15 Genort q21.1, welches für das Fibrillin-1 kodiert.[8]
- WMS 3, Autosomal-rezessiv, Mutationen im LTBP2-Gen auf Chromosom 14 Genort q24.3, welches für das Latent-Transforming Growth Factor Beta-binding Protein 2 kodiert.[9]
- WMS 4, Autosomal-rezessiv, Mutationen im ADAMTS17-Gen auf Chromosom 19 an p13.2[10][11]

## Klinische Erscheinungen
Klinische Kriterien sind:
- Kleinwuchs
- Augenfehlbildungen: kleine sphärische Linse (Mikrosphaerophakie), Myopie, Linsenektopie, Glaukom, Katarakt
- Kieferfehlbildungen: irreguläre Stellung und Form der Zähne, enger hoher Gaumen Hypoplasie des Oberkiefers
- Skelettfehlbildungen: Brachydaktylie mit breiten kurzen Mittelhand-/Mittelfußknochen, Gelenkversteifung
- verdickte Haut
- Herzfehlbildungen: Pulmonal-, Aortenklappenstenose, Mitralinsuffizienz, persistierender Ductus arteriosus, Ventrikelseptumdefekt

## Differentialdiagnose
Abzugrenzen ist die Akromikrische Dysplasie und der Geleophysische Kleinwuchs.